# Dmitrij Wiszniewski (hokeista)
Dmitrij Olegowicz Wiszniewski (ros. Дмитрий Олегович Вишневский; ur. 30 stycznia 1990 w Bogatiszewie, rejon Kaszyrski, obwód moskiewski) – rosyjski hokeista, reprezentant Rosji.

## Kariera
- Spartak 2 Moskwa (2007-2008)
- Spartak Moskwa (2008-2011)
  -  MHK Spartak Moskwa (2009-2011)
- Krylja Sowietow Moskwa (2011)
- Dinamo Moskwa (2012-2018)
- Spartak Moskwa (2018-)

Wychowanek klubu Ruś Moskwa. Od 2012 był zawodnikiem Dinama Moskwa. W maju 2012 przedłużył kontrakt o dwa lata. Pod koniec kwietnia 2014 przedłużył kontrakt z klubem o dwa lata. W kwietniu 2016 prolongował umowę o rok, a w sierpniu 2017 o dwa lata. W grudniu 2018 ponownie został zawodnikiem Spartaka Moskwa. W maju 2019 przedłużył kontrakt o rok, a w kwietniu 2020 o dwa lata. W sierpniu 2022 mianowany kapitanem drużyny.

## Sukcesy
Klubowe
- Złoty medal mistrzostw Rosji: 2012, 2013 z Dinamem Moskwa